# Kırıkhan
Kırıkhan és una ciutat i districte de Turquia, situat en la part nord-oest de la província de Hatay, molt a prop de la frontera amb Síria. El seu nom significa «alberg trencat», i potser és perquè va ser tradicionalment el lloc on feien parada les caravanes de mercaders. Actualment està en la intersecció de la carretera que va d'İskenderun a Alep amb una altra més important que va d'est a oest, d'Antioquia a Kahramanmaraş.
Segons el cens del 2014 hi havia 76.900 habitants, la sisena més poblada de la província.

## Història
Kirikhan ja existia en l'època romana, encara que s'hi han trobat utensilis del període paleolític i d'altres civilitzacions que hi passaren: els hitites, els assiris i els perses. Alexandre Magne la conquerí als perses. S'hi han trobat uns 34 jaciments d'antigues fortaleses militars d'època hel·lenística.
Al segle xii els templers construïren el castell de Darbesac, situat uns 4 km al nord, les ruïnes del qual són un lloc visitat per turistes.
La ciutat anteriorment formà part del districte de Belen, però passà a ser un districte propi el 1923 en l'època del Mandat francès per Síria i el Líban.
Separació de Síria i unió a Turquia
Després de la primera guerra mundial i amb la partició de l'Imperi Otomà, el Sanjaq d'Alexandreta passà a formar part del Mandat francès per Síria i el Líban amb un estatut especial, però Turquia exigí la seva devolució, amb l'argument que aquesta àrea estava habitada majoritàriament per turcs. El 1939, la República de Hatay decidí unir-se a Turquia, i així la ciutat de Kirikhan passà a ser part de l'estat turc, havent celebrat un referèndum en què es confirmà el suport de l'electorat sobre aquesta decisió. El parlament local ho aprovà el 29 de juny i la reincorporació es produí el 23 de juliol, dins la província de Hatay.

## Geografia
El municipi de Kırıkhan té 715 km² d'extensió. És el districte més gran de la província de Hatay en termes d'àrea geogràfica. Les Muntanyes de Nur estan a l'oest del territori del comtat, mentre que a l'est està Síria, i al sud la plana d'Amik.

## Clima
El clima a Kirikhan és moderat, amb una temperatura mitjana de 32.3 °C a l'estiu i 7.31 °C de mitjana a l'hivern.

## Economia
Un 55 % de la població treballa en el sector primari, feine relacionades amb la ramaderia i l'agricultura. Un 28 % es dedica al sector de la indústria, i la resta a altres camps ocupacionals. En els darrers 15-20 anys, Kırıkhan ha experimentat un important desenvolupament en l'economia basada en l'agricultura. Hi ha 29 empreses d'engreix de bestiar, 2 fàbriques tèxtils, 6 molins de producció d'oli, 2 assecadors de panís que treballen per uns 40 explotacions agrícoles de la rodalia.

## Cultura
Destaca l'escola d'odontologia, famosa al país. Un savi i sant musulmà local, el místic Bayezid-i Bistami, hi té la seva tomba que atreu molts visitants. També és important el castell templer.